# Sphaeropogonia aureatula
Sphaeropogonia aureatula är en insektsart som beskrevs av Gustav Breddin 1901. Sphaeropogonia aureatula ingår i släktet Sphaeropogonia och familjen dvärgstritar. Inga underarter finns listade i Catalogue of Life.